# Mangora sumauma
Mangora sumauma là một loài nhện trong họ Araneidae.
Loài này thuộc chi Mangora. Mangora sumauma được Herbert Walter Levi miêu tả năm 2007.